# 韦尔德纳勒
韦尔德纳勒（法語：Verdenal，法語發音：[vɛʁdənal]）是法国默尔特-摩泽尔省的一个市镇，属于吕内维尔区。

## 地理
韦尔德纳勒（48°35'1"N, 6°48'40"E）面积6.54 平方千米，位于法国大東部大區默尔特-摩泽尔省，该省份为法国东北部内陆省份，是洛林的一部分，北邻比利时、卢森堡，北起顺时针与摩泽尔省、下莱茵省、孚日省和默兹省接壤。
与韦尔德纳勒接壤的市镇（或旧市镇、城区）包括：欧特勒皮埃尔、布拉蒙、阿尔布河畔沙泽勒、沃祖兹河畔多梅夫尔、勒派。
韦尔德纳勒的时区为UTC+01:00、UTC+02:00（夏令时）。

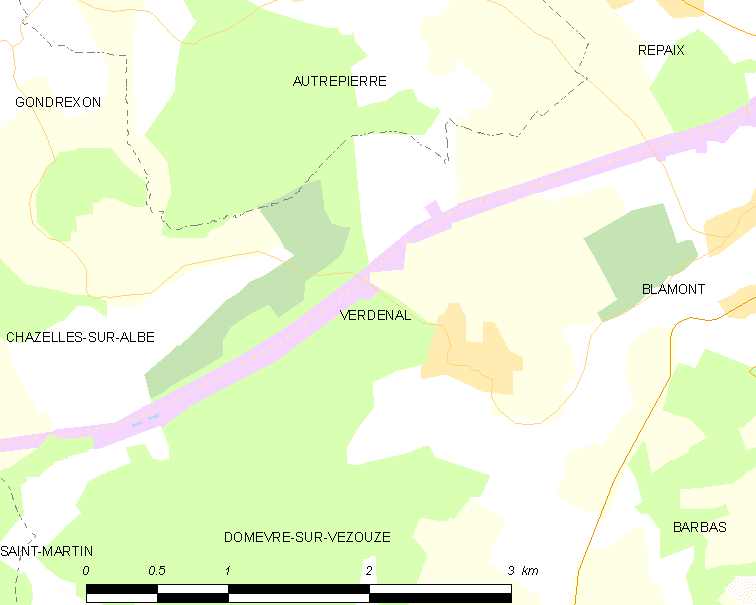
韦尔德纳勒的OSM定位图

## 行政
韦尔德纳勒的邮政编码为54450，INSEE市镇编码为54562。

## 政治
韦尔德纳勒所属的省级选区为巴卡拉县。

## 人口

1962-2008年间韦尔德纳勒人口变化图示

韦尔德纳勒于2022年1月1日时的人口数量为124人。